# Eurytoma mucronura
Eurytoma mucronura är en stekelart som beskrevs av Bugbee 1941. Eurytoma mucronura ingår i släktet Eurytoma och familjen kragglanssteklar. Inga underarter finns listade i Catalogue of Life.